# Batalla de Monmouth
La batalla de Monmouth fue una batalla de la Guerra de Independencia de los Estados Unidos que se libró en Nueva Jersey el 28 de junio de 1778, y es considerada como el punto de inflexión en la Revolución Norteamericana. El Ejército Continental de George Washington atacó la retaguardia de una columna británica liderada por Sir Henry Clinton mientras esta abandonaba Monmouth Court House (actual Freehold).

## Batalla
Aunque el General en Jefe del ejército continental era George Washington, algo menos de la mitad de las fuerzas estaban bajo el mando del Capitán General Charles Lee. Este primer grupo fue el que lideró el avance en pos de las tropas británicas, a las que se suponía en plena retirada, e inició el primer ataque contra la retaguardia de la columna británica. Cuando las tropas del ejército británico se dieron la vuelta e iniciaron una maniobra de flanqueo, Lee dio la orden de retirada general sin apenas presentar oposición, y sus tropas pronto se vieron desorganizadas y en plena huida.
La decisión de retirarse casi de inmediato fue muy controvertida en su momento, y ha sido discutida innumerables veces por parte de todo tipo de historiadores, tanto a favor como en contra de Lee. Lo cierto es que este creía hallarse en inferioridad numérica de más de dos a uno (lo cual era cierto) y halló a un enemigo que plantaba cara e iniciaba un contraataque en lugar de huir desorganizadamente. La retirada permitió que su grupo se reuniera con la fuerza principal al mando de Washington, lo cual eliminó la ventaja numérica inglesa. Por el contrario, se ha argumentado que si el grupo de Lee hubiese plantado cara y resistido el contraataque de Clinton, este no se habría visto tentado a plantar batalla y se habría retirado, creyendo enfrentarse al contingente principal.
En cualquier caso, las tropas de Lee acabaron cruzándose en su huida con el cuerpo principal del ejército continental, bajo el mando de George Washington, el cual tuvo un duro enfrentamiento verbal con Lee. La animadversión entre ambos venía ya de lejos, de modo que las frases subieron de tono y Washington acabó relevando del mando a Lee por incumplir una orden directa e insubordinación. Procedió acto seguido a reagrupar a las tropas y ponerlas de nuevo listas para el ataque, rechazando dos contraataques británicos en lo que fue conocido como "el avance de Washington". El día resultó extremadamente caluroso, y las continuas maniobras y contramaniobras acabaron provocando a ambos bandos tantas bajas por golpe de calor como por acción enemiga. La batalla terminó con la llegada de la noche, en una situación cercana al empate técnico en cuanto a posición sobre el campo de batalla. Washington, sin embargo, prefirió juzgar la victoria como perteneciente al bando norteamericano por el número de bajas y prisioneros (el ejército continental perdió 152 hombres y tuvo 300 heridos, mientras que los británicos perdieron 190 hombres, 390 heridos y 576 prisioneros).

## Tras la batalla
La batalla de Monmouth fue el último gran enfrentamiento de la Campaña de Filadelfia, y la mayor batalla de toda la guerra de las que duraron uno o más días, si se juzga por el número de participantes. Las tropas británicas prosiguieron su retirada de forma organizada. Lee fue juzgado por una corte marcial por los cargos de insubordinación e incumplimiento de órdenes en el Village Inn, ubicado en el centro de Englishtown, hallado culpable y retirado del mando durante un año. Si Washington hubiera decidido presentar adicionalmente cargos de cobardía frente al enemigo (lo cual podía ser extraído de la imprevista retirada), Lee se habría enfrentado a la posibilidad de ser fusilado.
Monmouth es, junto con la batalla de Princeton, una de las dos únicas batallas durante el transcurso de la guerra en que el ejército de Washington se enfrentó al ejército británico en sus mismos términos, en una batalla campal, sin ser derrotados a nivel táctico.
La leyenda de Molly Pitcher (una especie de equivalente de Agustina de Aragón) suele asociarse con esta batalla. Según una de las versiones, Molly era una ama de casa que acudió a la batalla junto a su marido, y al morir este, ocupó su lugar como artillero durante el resto del combate. Basada en un incidente real, la idea de la historia fue adornada y se convirtió en leyenda con el paso de los años. En el campo de batalla actual, hay dos lugares marcados como posibles escenarios de la leyenda.
Aunque nunca se ha acordado formalmente su conservación, el campo de batalla de Monmouth es uno de los mejor preservados de los campos de batalla de la Guerra de Independencia de los Estados Unidos. Cada año, durante el último fin de semana de junio, se recrea la batalla en el Parque estatal de Monmouth Battlefield, ubicado entre el actual Freehold Township y Manalapan.